# Laggaren, Östergötland
Laggaren är en sjö i Boxholms kommun i Östergötland och ingår i Motala ströms huvudavrinningsområde. Sjön har en area på 0,161 kvadratkilometer och ligger 131,9 meter över havet.

## Delavrinningsområde
Laggaren ingår i det delavrinningsområde (645111-146342) som SMHI kallar för Mynnar i Åsboån. Medelhöjden är 147 meter över havet och ytan är 31,04 kvadratkilometer. Räknas de 2 avrinningsområdena uppströms in blir den ackumulerade arean 67,99 kvadratkilometer. Vattendraget som avvattnar avrinningsområdet har biflödesordning 4, vilket innebär att vattnet flödar genom totalt 4 vattendrag innan det når havet efter 133 kilometer. Avrinningsområdet består mestadels av skog (70 procent), öppen mark (10 procent) och jordbruk (16 procent). Avrinningsområdet har 0,35 kvadratkilometer vattenytor vilket ger det en sjöprocent på 1,1 procent.